# Konrad Niedźwiedzki
Konrad Niedźwiedzki (n. 2 ianuarie 1985, Varșovia, Polonia) este un patinator de viteză ce a reprezentat Polonia, medaliat olimpic. A participat la 3 ediții ale Jocurilor Olimpice (2006, 2010, 2014) în care a câștigat o medalie de bronz.